# وسام القلب الأرجواني
وسام القلب الأرجواني (بالإنجليزية: Purple Heart)‏ هو وسام عسكري أمريكي يمنحها الرئيس للجرحى أو للذين قتلوا أثناء خدمتهم، بدا منحها بعد 5 أبريل 1917، لأفراد الجيش الأمريكي. مع ديكورها، وشارة تقدير الخدمة العسكرية، اتخذت شكل قلب مصنوعة من القماش الأرجواني، وسام القلب الأرجواني هي الجائزة الجيش أقدم لا تزال تعطى لأفراد الجيش الأمريكي - الجائزة العتيقة الوحيدة كونها قديمة ة. يقع قاعة القلب الأرجواني الوطنية المشرفة في نيو ويندسور، نيويورك.